# Serra del Cavall (les Valls de Valira)
La Serra del Cavall és una serra situada al municipi de les Valls de Valira a la comarca de l'Alt Urgell, amb una elevació màxima de 2.611 metres.